# Septmoncel
Septmoncel is een plaats en voormalige gemeente in het Franse departement Jura in de regio Bourgogne-Franche-Comté en telt 649 inwoners (2004). De plaats maakt deel uit van het arrondissement Saint-Claude.

## Geschiedenis
Septmoncel is op 1 januari 2017 gefuseerd met de gemeente Les Molunes tot de gemeente Septmoncel les Molunes. 

## Geografie
De oppervlakte van Septmoncel bedraagt 19,5 km², de bevolkingsdichtheid is 33,3 inwoners per km².
De onderstaande kaart toont de ligging van Septmoncel met de belangrijkste infrastructuur en aangrenzende gemeenten.

## Demografie
Onderstaande figuur toont het verloop van het inwonertal.